# IEC 60906-1
IEC 60906-1はAC電源（配線用差込接続器）の形状に関する国際標準規格。国際電気標準会議で1986年に定められた。現在のところ、この規格を採用しているのはブラジルだけである。
類似の規格として、北アメリカや日本で使われている電源プラグ形状を想定したIEC 60906-2、直流電源用のIEC 60906-3が特別低電圧コネクターとしての規格が定められている。
ブラジルのAC電源規格は110V、127V、220Vの3種あり、コネクタの形状も不統一であったが、IEC 60906-1に基づいた規格NBR 14136:2002を制定、導入を進め、2010年1月1日をもってNBR 14136:2002規格以外の電気製品の輸入販売が禁止された。

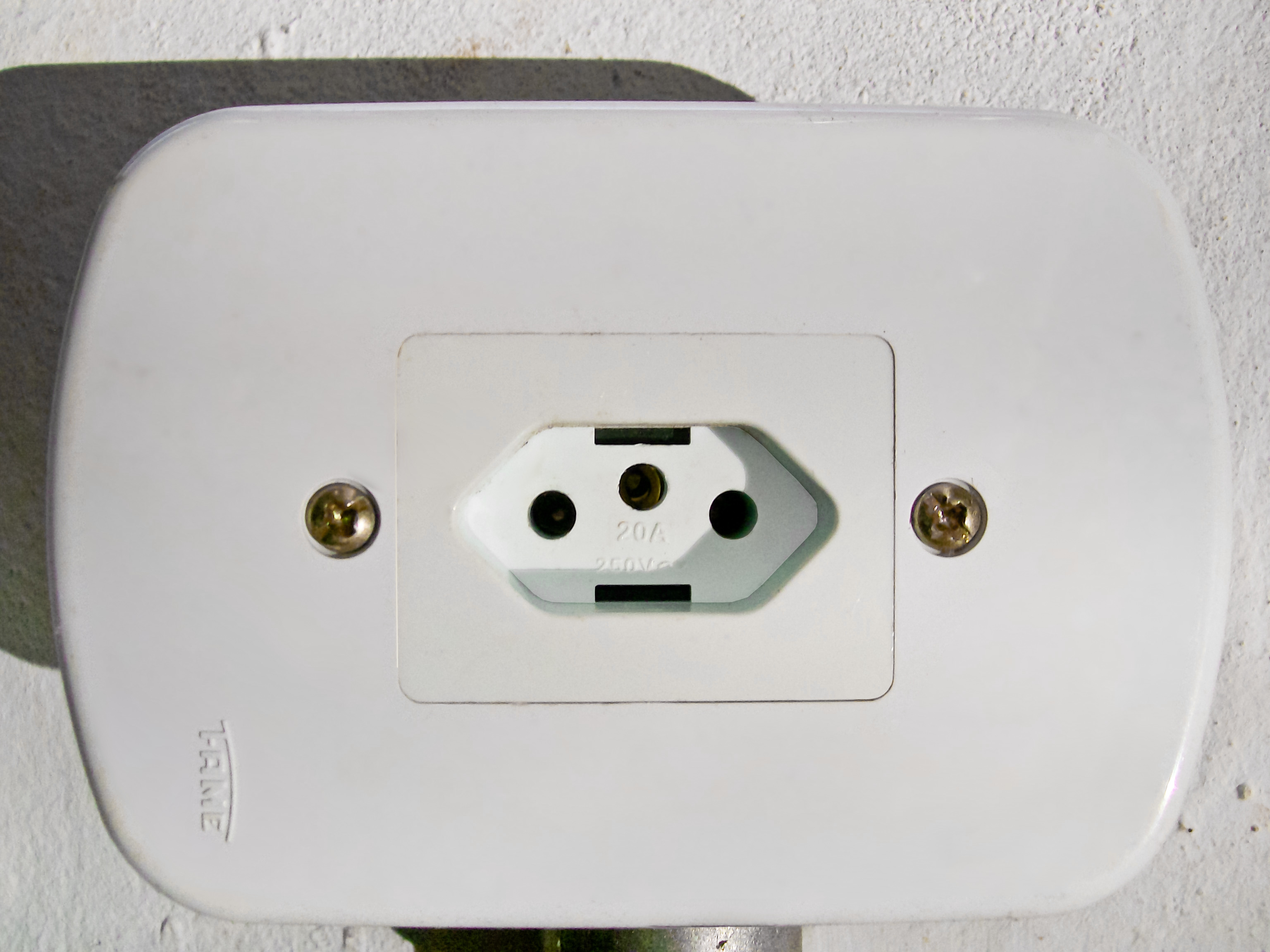
IEC 60906-1規格に基づくブラジルの20Aソケット

## 特徴
IEC 60906-1は交流電流を250Vまで、16Aまで使えるように設計されている。感電保護クラスIの3端子タイプ、感電保護クラスIIの2端子タイプがある。
プラグの特徴は、
- 端子の断面は円形で、電極端子の間隔は19ミリメートルである。
- 電極端子の根元は絶縁加工がされており、先端にのみ導電性がある。根元の直径は4.5ミリメートル、先端の直径は6ミリメートルである。
- ヨーロッパの3端子プラグよりも若干小さく、2端子2.5AのEuroplugよりも若干大きいが、ほぼ同じ大きさである。

ソケットの特徴は、
- 周囲に深さ10ミリメートルの窪みまたはガイドがついており、間違った向きでは奥まで挿せない。（奥まで挿さないと通電しない。）
- 電極端子が電源に接触するよりも先に、アース端子がアースに接触する。
- 子供のいたずらなどを防止するため、ソケットの孔には閉じ蓋が付いている。

IEC 60906-1はヨーロッパのほとんどのAC電源（Schukoなど）とほぼ同じ形であり、原理的にはヨーロッパに導入しやすい規格である。ただしIEC 60906-1の規格によれば、ヨーロッパの従来の規格との互換性を明確に否定しており、安全上の問題から兼用はできないと説明されている。

## 従来の規格との比較
端子の間隔や直径は、SchukoやBS 1363などの規格とほぼ同じである。射出成形の進歩のため、コネクタ全体の大きさは、20世紀始めに設計された他の規格のものより概ね小さい。

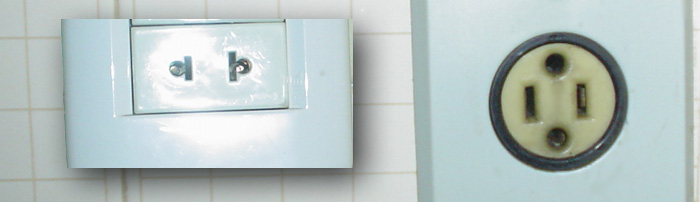
ブラジルの電源ソケットの例。日米型とヨーロッパ型の両方が使えるようになっている。ただし電圧もさまざまであり、挿せるからといって使えるとは限らない。

### ブラジル
ブラジルはソケットの形状も電圧も国内で不統一であり、日米型の並行板タイプ、ヨーロッパ型の2ピンタイプの両方が混在している。2010年1月1日をもってIEC 60906-1に準じたNBR 14136:2002規格に統一されたが、実際には従来タイプも使われ続けている。

### BS 1363
BS 1363はイギリス、アイルランド 、イギリス連邦などで使われているAC電源の規格である。IEC 60906-1規格と似ているが、次のような違いがある。
- Europlugとの互換性が無い（ただし変換は比較的容易である）。
- 差込ミスに対する配慮が少ない。
- 大きい。
- 最大電流値が13Aである（SchukoやIEC 60906-1は16A）。
- 端子全体に導電性があるので（根元の絶縁部分が無いので）、IEC 60906-1よりも危険性が大きい。

一方、BS 1363とは異なり、IEC 60906-1には個々のプラグに電力ヒューズを組み込む必要が無く、総合された1個で十分とされている。このため、IEC 60906-1規格はイギリスの電気配線規則に違反する。また、ソケットにプラグを差し込んだ形がBS 1363よりも大きくなり、戸棚の後ろなどで使うには不便である。この大きさをBS 1363と同じに設計しようとすると、コードの曲がる角度がIEC 60906-1規格の推奨値よりも大きくなってしまう。

### Schuko
ヨーロッパやアジアの一部で使われているSchukoとの違いは次の通り。
- Schukoの方が端子間隔の許容誤差が大きい。
- SchukoはBS 1363規格との互換品を作ることができない。
- Schukoの方が大きい。
- ほとんどのソケットにアース端子が無い。

### スイス規格
スイス規格のSN 441011とも似ているが、次の点で異なる。
スイスの規格は
- アース端子の位置が2つの電極端子の中間点から5mm離れている（IEC 60906-1は3mm）。
- 端子が若干細く、4mmである。

## 形状
IEC 60906-1規格のプラグの周囲は六角形になっており、この点はEuroplugと同じである。幅も共に35.5mmであるが、EuroplugはIEC 60906-1規格のクラスIIプラグ（2端子プラグ）の高さよりも0.3mmだけ小さい。
IEC 60906-1規格のプラグは、Schukoと同様に、電極端子の間隔は19mm、端子の長さは19mmである。ただし電極端子の根元の直径は4.8mmであり、Schukoやブラジルの20A NBR 14136プラグの4.0mmより大きい。Schukoプラグと異なり、電極端子に絶縁部分を持つ。アース端子は電極端子と同直径であるが、絶縁部分が設けられていない。アース端子の位置は、2本の電極端子の中間点から3mmずれている。

## クラス0プラグとソケット
ソケット形状が（六角形ではなく）円形の国に配慮して、感電保護クラス0の規格も付属規格として設けられている。ただし、安全性は六角形のものより劣る。クラスIIのプラグをクラス0のソケットに差し込むことは可能である。クラスIのプラグはアース端子が設けられているためクラス0のソケットに差し込むことはできないが、差し込めるようダミーの穴を開けたソケットもある。逆に、安全上の配慮から、クラス0のプラグをクラスIやIIのソケットに差し込むことはできないようになっている。互換性を纏めると次の通りである。
| 互換性   | 互換性         | プラグ側        | プラグ側        | プラグ側         | プラグ側 |
| 互換性   | 互換性         | Class 0 (2端子) | Class I (3端子) | Class II (2端子) |          |
| -------- | -------------- | --------------- | --------------- | ---------------- | -------- |
| ソケット | Class 0 (3穴)  | 使える          | 使える          | 使える           |          |
| ソケット | Class 0 (2穴)  | 使える          | 使えない        | 使える           |          |
| ソケット | Class I (3穴)  | 使えない        | 使える          | 使える           |          |
| ソケット | Class II (2穴) | 使えない        | 使えない        | 使える           |          |

安全上の配慮から、IECはクラス0の使用を段階的に制限している。新たな規格として円形のソケットが採用される可能性は小さくなっている。クラス0の規格は、六角形のソケットを備えていない国に電気器具を輸出するための配慮として例外的に設けられた規格である。